# Anastasija Kananowicz
Anastasija Jurjeuna Kananowicz (biał. Анастасія Юр'еўна Канановіч, ur. 1 maja 1993) – białoruska siatkarka, grająca na pozycji rozgrywającej, reprezentantka kraju.
Jest wychowaną Minczanki Mińsk, z którą dotarła do finału Pucharu CEV w sezonie 2017/2018. Sezon 2018/2019 spędziła w rosyjskiej drużynie JUZGU-Atom, a następnie na dwa sezony powróciła do Minczanki. W 2021 roku podpisała kontrakt z izraelskim zespołem Maccabi Ashdod. W 2023 roku wywalczyła Puchar Izraela.
Wraz z reprezentacją Białorusi zagrała w mistrzostwach Europy w 2021 roku, zajmując dziewiąte miejsce.

## Sukcesy klubowe
Mistrzostwa Białorusi:
- 2016, 2017, 2018, 2020, 2021[8]

Puchar Białorusi:
- 2016, 2017, 2018, 2020, 2021[8]

Puchar Izraela:
- 2023

Puchar CEV:
- 2018